# الیشا اسکات
الیشا اسکات (انگلیسی: Elisha Scott؛ ۲۴ اوت ۱۸۹۳ – ۱۶ مهٔ ۱۹۵۹) یک بازیکن فوتبال، و دروازه‌بان (فوتبال) اهل ایرلند شمالی بود. از باشگاه‌هایی که در آن بازی کرده‌است می‌توان به باشگاه فوتبال لینفیلد و باشگاه فوتبال لیورپول اشاره کرد.

## افتخارات

### به عنوان بازیکن
- لیورپول 
  - لیگ دسته اول انگلستان (۲): ۱۹۲۱–۲۲، ۱۹۲۲–۲۳
- بلفاست سلتیک
  - لیگ دسته اول ایرلند شمالی (۲): ۱۹۱۸–۱۹۱۹، ۱۹۳۵–۳۶
  - جام حذفی ایرلند شمالی (۱): ۱۹۱۷–۱۸

### به عنوان سرمربی
- بلفاست سلتیک
  - لیگ دسته اول ایرلند شمالی (۱۰): ۱۹۳۶ ،۱۹۳۷، ۱۹۳۸، ۱۹۳۹۶، ۱۹۴۰، ۱۹۴۱، ۱۹۴۲، ۱۹۴۴، ۱۹۴۷، ۱۹۴۸
  - لیگ دسته اول ایرلند شمالی (۶): ۱۹۳۷، ۱۹۳۸، ۱۹۴۱، ۱۹۴۳، ۱۹۴۴، ۱۹۴۷